# Стадион Сар Тов
Стадион Сар Тов (хебр. איצטדיון שר - טוב, Itztadion Sar-Tov) је фудбалски стадион у Нетањи, Израел. Тренутно се највише користи за фудбалске утакмице и домаћи је стадион ФК Макаби Нетања. Овај стадион ће бити срушен јер се планира изградња новог и савременијег стадиона.